# نقد ایدئولوژیک
نقد ایدئولوژیک (به انگلیسی: Ideological criticism) روشی در نقد بلاغی است که به نقد متون برای ایدئولوژی غالبی که بیان می‌کنند و در عین حال ساکت کردن ایدئولوژی‌های مخالف می‌پردازد. نقد ایدئولوژیک توسط گروهی از محققان، در اواخر دهه ۱۹۷۰ تا اواسط دهه ۱۹۸۰ در دانشگاه‌های ایالات متحده آغاز شد. دانشمندان برجسته نقد ایدئولوژیک مایکل کالوین مک‌گی در دانشگاه آیووا و فیلیپ واندر در دانشگاه ایالتی سن خوزه بودند. مقاله واندر در سال ۱۹۸۳، «چرخش ایدئولوژیک در نقد مدرن» و مقاله‌اش در سال ۱۹۸۴، «شخصیت سوم: چرخش ایدئولوژیک در نظریه بلاغی» همچنان دو مقاله مهم در این زمینه هستند. به گفته سونجا فاس، «هدف اولیه منتقد ایدئولوژیک کشف و نمایان ساختن ایدئولوژی یا ایدئولوژی‌های مسلط نهفته در یک مصنوع و ایدئولوژی‌هایی است که در آن خاموش می‌شوند». فاس همچنین به کمک به نقد ایدئولوژیک چندین مکتب نظری از جمله مارکسیسم، ساختارگرایی، مطالعات فرهنگی و پسامدرنیسم اشاره کرده است.